# Roland Dussault
Pour les articles homonymes, voir Dussault.
Roland Dussault, né à Breakeyville le 15 novembre 1940, est un enseignant, bibliothécaire et homme politique québécois.
Il est député à l'Assemblée nationale du Québec la circonscription de Châteauguay de 1976 à 1985, sous la bannière du Parti québécois.

## Biographie
Né le 15 novembre 1940 à Breakeyville, Roland Dussault est le fils de Laurent Dussault, menuisier, et d'Alice Olivier. Il entame sa carrière en tant qu'enseignant et bibliothécaire scolaire à l'École secondaire Sainte-Martine. De 1970 à 1975, il est membre de l'exécutif syndical des travailleurs de l'enseignement d'Youville, dont trois ans comme vice-président du syndicat et coresponsable syndical de la revue Options en 1965 et en 1966.
En 1963, il est secrétaire de l'exécutif des Jeunesses républicaines du Québec. Il est par la suite animateur et trésorier de la troupe de théâtre Made in Québec de 1968 à 1970, ainsi que membre de la Société historique de la vallée de Châteauguay de 1973 à 1977.

### Carrière politique
Il est organisateur et président du Rassemblement pour l'indépendance nationale dans le comté de Saint-Henri de 1965 à 1967, et occupe le poste de directeur national de ce parti de 1967 jusqu'à sa dissolution. Il devient ensuite président de l'Association du Parti québécois du comté de Saint-Henri de 1968 à 1972, alors qu’il y avait été organisateur en 1970. En 1973, il devient vice-président du Parti québécois dans Châteauguay. La même année, il se présente comme candidat du Parti québécois dans Châteauguay, mais n’est pas élu. Cependant, il se représente dans la même circonscription en 1976 et est élu, puis réélu en 1981. Il devient alors whip adjoint du gouvernement d'octobre 1979 à septembre 1981. De septembre 1981 à octobre 1985, il est adjoint parlementaire au ministre de l'Industrie, du Commerce et du Tourisme. Il est défait en 1985. 
Il retourne à l’enseignement de septembre 1986 à janvier 1987. Il occupe aussi différentes fonctions au sein du Mouvement raëlien de 1987 à 2005.
De 1986 à 1989, il est président du conseil d'administration de l'École Ébénisterie Québec. Il est également conférencier de la Société nationale de marketing en 1989, trésorier et administrateur de Danse Imédia de 1988 à 1991, conseiller spécial, de 1986 à 1992, puis membre du conseil d'administration de la Corporation canadienne de la Pelote basque à partir de 1992.